# Переяславка
Перея́славка (рос. Переяславка) — селище міського типу, центр району імені Лазо Хабаровського краю, Росія. Адміністративний центр та єдиний населений пункт Переяславського міського поселення.

## Iсторія
Селище засноване у 1895 році переселенцями, що прибули на Далекий Схід сухопутним шляхом через Сибір із Полтавської губернії з селища Лукаші та Селище Баришевської волості Переяславського уїзду (тепер Київської області, Броварського району, до 2020 року Баришівського району). Бідні безземельні селяни надіялись на кращу долю. Царська політика освоєння Далекого Сходу (тимчасове звільнення від податків, відносна незалежність) сприяла масовому переселенню працьовитих селян. До Томську селяни добиралися по залізничній дорозі, далі, закуповували коней і пересувалися на фірах, по Шилці і Амурі — на паромах, пароплавах і плотах. Місце для осідання вибрали прекрасне — на живописному горбі біля високого скелястого берега р. Кий. Поселення було названо Сергієво-Михайлівськом — на честь Приамурського генерал-губернатора Сєрґєя Міхайловіча Духовского. Жителі займалися, в основному, сільським господарством, пізніше, з моменту відкриття Уссурійської залізничної дороги у вересні 1897 року, працювали і на залізничній дорозі, заготовляли ліс. У 1916 році на зібранні жителів село перейменували в Переяславку.
В березні 2024 році п`яний чоловік напав на двох жінок в барі, тому що йому здалося, що вони розмовляли українською мовою 

## Населення
Населення — 8921 особа (2010; 10455 у 2002).